# 佐藤大輔
佐藤 大輔（さとう だいすけ、英語: Daisuke Satō、1964年4月3日 - 2017年3月22日）は、日本の小説家・ゲームデザイナー・漫画原作者。石川県出身。

## 来歴
石川県で生まれ、愛知県で育つ。幼少の頃に護衛艦の一般公開に連れていってもらい、海上自衛隊に好感を持つ。子供の頃はアリステア・マクリーン、レイモンド・チャンドラー、コンラッドなど大人向けの本ばかり読みあさり、読書感想文のテーマにまでしていたという。

### ゲームデザイナー時代
1980年代初期に駒澤大学法学部政治学科進学に伴って上京したが、ボードゲーム（特にウォー・シミュレーションゲーム）のデザイナーとしての活動による収入を生活費や学費の足しにする一方で留年を繰り返している姿が当時のゲーム雑誌に載っている。
この頃にイベントなどを通じてコアなボードゲーマーや他のゲーム製作者達との人脈を築いたとされる。当時付き合いがあった人物には法学者の高梨俊一や現役の自衛官、歴史家など様々な職業の人物がおり、後にその多くが佐藤の作品に「出演」している。また小林源文とは当時ウォーゲーム雑誌に寄稿していた作品の原案を手がけるなど親密な間柄にあり、小林の作品に今度は自分が「出演」したこともあった。また翔企画が神田神保町にあったこともあり、作品に使用する参考資料の収集も熱心に行っていた。
また、考証に気を配るウォーゲーム業界内に身を置いていた当時からデータマニアとして評価されていたが、一方で「締め切りを守らない、守れない男・締め切り破りの常習犯」という悪評も確立されていった。理由としては上述の綿密な調査活動に起因するものであるが、その他に単純な怠けから来る部分もあり、「一日のうち12時間以上寝られる」などと製作記事で自虐的な発言をしている。他にも「架空戦しか作らない」「ビッグゲームしか作れない」などという評もあった。
「リターン・トゥ・ヨーロッパ」を例に取るとゲームデザインの過程は次のようになっている。
1. 『レッドサン ブラッククロス』世界の作品であり、史実をなぞることができないため、1週間程度かけて過去の設定資料をチェックし、架空世界の年表作成などを通じて世界観の構築を実施する。設定の混乱による時間の浪費を避けるため作業はデザイナー1人（佐藤のこと）で行い、共同作業の形態はとらない。
2. 構築した設定を文書化し、ディレクターによる査読を実施。「1950年代におけるSSMの運用」など単一の設定でも原稿用紙10枚程度の分量になることもあり、また、相手の知識も豊富であるためリジェクトされることもあったという。
3. 基本設定が固まった後ディベロッパーが参加して戦闘序列、ルールなど「ゲーム」に必要な要素を作成していく。作成した年表を手元に置いておかないと、勝手なエピソードを追記されることもあるなど、ディベロッパー達も癖のある人物揃いである旨が語られている。

### ライターを経て作家へ
1980年代末になるとゲームメディアがコンピュータ関連に移行したことによるボードゲームの衰退、ウォー・シミュレーションゲームの市場縮小と内容の単純化に伴い、消費者に時間と知識の点で負担を強いる古いタイプのゲームは売れなくなり、徐々に翔企画の雑誌『シミュレイター』での不定期連載に軸足を移す。このとき、湾岸戦争シミュレーションを2回にわたり連載、翔企画がバックアップを行う中、ゲームデザインで培ったモデリングの技術を駆使し、情勢分析から開戦期日、およびデザートストームの作戦展開に関して正確な予測を行なった。その後ソ連の早期崩壊とエリツィンの台頭を予測し的中させている。
その後1991年半ばに『シミュレイター』も休刊（実質的には廃刊）となったが、文章力に更に磨きをかけ、『逆転・太平洋戦史』（1991年）で架空戦記作家としてデビューする。この頃は歴史評論も手がけ、KKベストセラーズのワニ文庫や徳間書店から発行されていた季刊誌『奇想艦隊』に多くの投稿を行なっており、後の作品において示される歴史観の原型が見られる。そして、分断国家となった日本のもう一つの戦後を描いた『征途』（1993年 - 1994年）で確固たる評価を得た。1990年代半ばにはゲーム版の設定を大幅に改訂し、日独による第三次世界大戦を描いた小説版『レッドサン ブラッククロス』（通称「RSBC」、1993年 - ）をはじめとして多数のシリーズ物に着手した。『征途』の発表から1990年代末まではほぼ架空戦記ないしその要素の強い作品の執筆に集中し、ゲーマー出身者に限らない新たな読者層を獲得して佐藤大輔＝架空戦記作家と言うイメージが定着する。
この頃、第3護衛隊群護衛艦しまかぜに3泊4日の同行取材を敢行、乗艦は出港前ではなくSH-60Jに便乗して洋上着艦を経験する。乗艦前に元自衛官、海軍軍人に意見を求めたところ、「海に出ている艦の艦長をおたくな質問で煩わせるな、（中略）とにかく艦長を見ていろ。それでそのフネがどんなものかわかる。」と忠告されたと言う。また、組織として「艦がどのように動いているか」を見学の要点として希望したため、幹部待遇にもかかわらず艦の幹部たちと交わす会話は少なく、自衛官等の訓練作業の様子を間近で観察することに徹した。爾後ルポが『セキュリタリアン』に掲載される。
その後、徳間書店は仮想戦記の出版から撤退し、谷甲州、横山信義同様、中央公論社に活動の中心を移し、『パナマ侵攻2』にて『戦艦播磨の生涯』の取材に着手したことを明らかにした。1990年代末以降の代表作は近世ヨーロッパに相当する科学技術と日本風の文化、龍や「導術」と呼ばれる超能力などが混在する架空の惑星を舞台にした『皇国の守護者』（1998年 - ）があり、これによりファンタジーへの進出も成し遂げ比較的長く刊行された。2000年代になると、角川書店、富士見書房から架空戦記とは一味違った単発物のホラー小説を出版している。また、徳間書店で開始した新書版のシリーズ物の文庫化が進められ、『征途』には戦史研究家の横山恵一等斯界の人物による解説が付け加えられる。これにより新たな横顔や人的繋がりが明らかにされた。
2004年に北国新聞の取材を受け、小説家にはなろうと思っていなかったこと、未完のシリーズの続きの原稿は少しずつ書いていること、専門家への問い合わせなど取材へのこだわり等舞台裏について語っていた。
交流があった毎日新聞記者・田中成之の回想によると、「テストが嫌でしょうがなかったからこの仕事を始めたけど、気付いたら毎日テストみたいな生活」と語っていたという。遅筆傾向については、原稿の差し替えやゲラ修正といった完璧主義が一因と理解を示している。

## 仮想戦記作家として

### 基本方針
ゲームデザイナー時代『ニイタカヤマノボレ』（太平洋戦争を扱った架空歴史ゲーム）の製作記事において、「（太平洋戦争において日本が、アメリカと対等以上の兵力・国力を整える状況を作り出すためには）世界史で発生した重要事件がすべからく日本に機会をもたらすように改変されねばならない。また（プレイヤーがそれを信憑性のあるものと認識できるように）現実の歴史と限りなく類似したものでなければならない。」と述べている。仮想戦記関連の設定考証に当ってもこうした指針が貫かれ、後に『レッドサン ブラッククロス 密書』にて時間犯罪者やそれを追うタイムパトロールに扮する形で再度作品へ込めた意図が説明されている。表面上最も目立つ特徴は同一名称の兵器、背景の似た事件が存在しても、顛末が史実と逆様であることが頻繁に起きていることである。

### ストーリー構築
仮想戦記は娯楽作品であるが故に、特定の勢力を活躍させたり作品的な盛り上げのためにご都合主義的な前提条件を設定したり、いい加減な時代考証を基に用いたりとその粗雑さが指摘されることが少なくない。特にその傾向は仮想戦記が一大ブームとなっていた時期に顕著であり（詳しくは仮想戦記を参照）、考証を重んじる従来の戦記小説の読者層から批判的なレッテルを貼られることも多かった。例えば太平洋戦争を題材とした場合、軍事評論家の井上孝司は「「逆転指南書」（架空戦記のこと）の多くは戦術レベルの話に終始して」いると指摘し、「どうあがいても太平洋戦争に勝ち目はなかった」理由と「小国が勝てる、あるいは負けないための条件」を列挙している。
佐藤はこの種の多くの仮想戦記というジャンルに属する作品が抱えていた問題点を受け止め、歴史評論やナレーションでしばしば指摘し、自作品のプロット製作において重要な指針としている。具体的には「有力な後ろ盾となる同盟国がいない」という問題があれば過去に遡って利害を共に出来うる超大国（例えばイギリス）との同盟関係を強化する改変を仕込む、「工業力が不足している」と指摘されれば、同じく工業力を早期に増加させる改変を仕込み、単純な統計数字の書き換えでは説得力が薄いことを考慮して、工業力が早期に増加するための経緯までを考え抜いて世界設定を行なっている。こうした説得力ある考証に拘る姿勢は『レッドサン ブラッククロス密書』『主砲射撃準備良し』、主に1990年代に行なわれたインタビュー記事で度々表明されている。あまり知られていない史実に関しては本文でも詳しく採り上げられ後書きで補足を入れることもある。
また日本が強大な影響力をもつ並行世界を作り上げるという流れは佐藤の作品で頻出する展開であるが、その際に他の日本の躍進を描く仮想戦記が拘りがちな太平洋戦争の勝敗に必ずしも拘らない姿勢も特徴的である。実際、『征途』『レッドサン ブラッククロス』『遙かなる星』などの作品は日本が第二次世界大戦では敗北するが、その後のプロセスで改変の影響が顕になり、最終的には超大国化するタイプの作品である。

### リアリティ演出の工夫
現在ではブームの一段落も手伝って仮想戦記ジャンル内での作品の淘汰が行われ、その過程で旧来主流だった「ご都合主義的」な作品群は廃れ、新たに説得力とリアリティのある作品が評価されることが一般的になっている。こうした現在の仮想戦記ジャンルの読者が当然のように受け止めている、架空戦記にリアリティを与えることを重視しその手法を体系化させた。佐藤の出現以前は欧米の小説家にこの手法の萌芽が見られた程度で、徹底する創り手はほとんどおらず、そのような本の需要もなかった。檜山良昭のようにタイムマシンを登場させたり、荒巻義雄、志茂田景樹のように前世からの転生といったようなオカルト的要素を交える内容が多かった。
一方、1980年代に隆盛を極めたボードゲームはプレイを通じ因果関係を理解できる環境であり、またゲームは目的に応じて製作されるものでありその点についてゲーム雑誌上で多くの議論が行なわれてきた。佐藤も当時からそうした記事を発表している。しかし、ゲーム雑誌故に文章化については説明書とリプレイ記事程度しか存在せず、ゲームと異なる架空戦記作品へはこうした発想が十分に移植されていなかった。それを長編小説のレベルまで昇華させた最初期の作家が佐藤である。目標とする背景を作り上げるため、改変を何回も繰り返して史実と全く異なる結果を得ようとした のも佐藤の成果であり、結果としてカオス理論としてのバタフライ効果的な発想をある程度取り込み、演出することにもなった。
こうした作品に対しての考え方から、他の仮想戦記作家達と同じく太平洋戦争をテーマとした『目標、砲戦距離四万!』では個々の戦術レベルの戦いに絞って短編を複数作成し相互の関連は持たせていない上、日本が戦争に勝利する短編はある程度荒唐無稽さに目を瞑った旨を冒頭で述べている「幻想編」など一部に止まり、局地的な勝利に止まる短編が多い。また、『戦艦大和夜襲命令』では戦争の帰趨全体を採り上げることが目標であるため、時系列で最初の戦いの結果が次の戦いに影響し、手持ちの兵力や支配領域が変化した状態を前提としているため、双方が史実とは異なる作戦を立てている。

### 小説家として
小説ではデザイナー時代に培った手法が更に洗練されている。ゲームにルーツを持つ『レッドサン ブラッククロス』『パシフィックストーム』では、ゲーム時代が日本人による主体的行動の積み重ね が主要な改変だったが、小説においては考証がゼロから組み直された。『レッドサン ブラッククロス』の場合、日本は戦争や災害の状況に振り回されるだけで主体性を発揮せず、失敗が後になりプラスに働くケースがほとんどである。もっとも『覇王信長伝』『虚栄の掟』などのように、日本人同士の争いの場合は主体性を持つ日本人の登場人物も物語の帰趨を握るように描かれる。上記のリアリティを読者に感じてもらうこと、史実をオモチャにすることに後ろめたさを感じる旨の記述がある。
ゲーム時代からの特徴として、長期間継続させるシリーズについてはアップデートを図って新情報を取り込み、重要な改変が後に明かされる場合もある。一例としては『SDFシリーズ』はそのような宣言がなされている。
小説家時代に受けたインタビューでは、資料収集について「ひとつのテーマについて別の角度から書かれた資料を一〇冊くらい集めて読むわけです。（中略）その後で、一次資料に手を出すわけです。面倒ではありますが、一冊だけの資料で何かを書こうとすると、いかにもこの本の内容を引いてきましたって感じになって、読者の方々に申し訳ないですから」と述べている。

## 作風
古典文学や戦史からSFやアニメまで幅広い分野からの引用と、一癖も二癖もある登場人物たちの諧謔に富んだ会話（総称して佐藤節と呼ばれる）、などが特徴であるが、近年の作品では前者は抑え気味で、自身の生まれた時代である1960年代への愛着も指摘されている。また、身体面のリアルさを更に強調するためか、1990年代末より拷問に類する残虐描写や露骨な性描写を執拗に綴った部分が垣間見られる。押井守との対談では古い映画や時代小説を参考に食事の場面を増やしたと語った。また、架空戦記作家では横山信義と並んで風格面での文章力を評価され、売りにもなっている作家だった。

### 何でも屋
架空戦記で描かれることの多い20世紀前半の総力戦の危険に晒された世界の陸戦、空戦、海戦、政治劇は元より、20世紀後半の超大国の対立による核の恐怖、代理戦争、スパイ合戦、冷戦後の民族紛争などの非対称戦争についても各作品で描かれており、エッセイやナレーションで経済中心史観（後述）から見た解釈を提示して説明している。

### 佐藤理論の開陳
上述のように20代に培った経験から導き出されたものが多い。一部は自ら指摘しているがその他にも強い相関が見て取れるものも多くある。ロンメルに対する評価を例に説明する。一昔前の日本では加登川幸太郎のような元軍人の研究者でもロンメルを高く評価する風潮が一般的だった。しかし佐藤は早くからRSBC等でロンメルを否定的に評価している。ゲームデザイナー時代には『シミュレイター』誌に、後に佐藤と同じく翔企画に出入し、大学院でドイツ政治外交史を専攻した戦史研究家の大木毅が「狐は本当に賢かったか?」という検証記事を掲載しており、大木ほどロンメル批判が前面に出ていないがマーチン・ファン・クレフェルトによる『補給戦』が出版され、各ボードゲーム雑誌でも注目されたという出来事があった。
また『戦艦大和夜襲命令』は序章全体のスタイルが作品発表の少し前に翔企画から発売された『ミッドウェイ空母戦』というゲーム、とりわけその売りだった序盤の戦力決定ルールに極めて類似している。他にも『侵攻作戦パシフィックストーム』の基本プロットは『ニイタカヤマノボレ』にルーツを持つと『レッドサン ブラッククロス密書』で暗示されている。
佐藤は「独創性」という概念にも敏感である。『虚栄の掟』では主要登場人物が独創性に関する見解を次々と披瀝し、最も現実的な意識を与えた人物に「異なる要素を掛け合わせる」と語らせている。盗作疑惑に類する出来事も何度か登場する。『レッドサン ブラッククロス 密書』では時間犯罪者に扮して「歴史を情報の集積として認識する」と述べ、後のページでそれを秩序だてて繋ぎ合わせることに触れている。

### 展開の盛り上げ
資料調査を念入りに行う一方で、読者向けのサービスも事欠かない。架空戦記の中には無味乾燥な設定情報を図表を用いず文章でひたすら読み上げてページを埋める作品があり、実際の歴史を扱った書籍でも森本忠夫のように図表を使わず専ら文章に依存する者が居た。また、極端に単純化された人物像の多用も如月東などから指摘されているが、そうした特徴は佐藤作品では抑制されている。
同様の表現は戦艦砲戦を中心に多く見られるが、ほとんどは戦争の大局や国家の帰趨に影響しない部分で行なっており、リアリティ志向の読者にも配慮しているのも特徴である。

## 批判

### 仮想戦記関連
ここでは主に歴史改変、仮想戦記という手法そのものについての批判について述べる。
この点について佐藤を名指しで批判した人物としては如月東がおり、「最初から都合の良いように設定を変えたり好きな兵器を出すためその国のGNPを伸ばすのは本末転倒」といったものである。佐藤に限らず架空戦記全般に対するご都合主義批判は批判者なら必ず指摘するところでもある。ご都合主義が発想の根本にある点は佐藤大輔も『主砲射撃準備良し!』などで認めている。
また、小説とは通常は賽を振るゲームのリプレイ記事ではないこと、歴史が科学と違い検証のための再現実験が不能であることから、作者が結末を用意して書くというスタイルしか原理的に存在し得ない。この問題に対する一つの回答としてはコンピュータゲームで多用されているプロセス、エンディングの分岐があり、『戦艦大和夜襲命令』にて佐藤はこの手法を採用している。だがこの方法が小説にて普及することはなかった。
また佐藤の場合、歴史の主役となる国家が交代することがあっても、改変した時代の文明の様態、戦争の様態については史実を扱ったウォーゲーム同様、その時代、文明のレベルに適当と思われるものを採用していた。例えば『鏡の国の戦争』では、『ニイタカヤマノボレ』について史実があまりに厳しいために日本が勝てる状況設定を行なったゲームとして製作したのだが、「映される現実は逆（勝者と敗者が入れ替わること）になるだけで、全く別の物に変化する筈も無い。」とゲーム内で再現した戦争の形態について総括している。

## 主張
佐藤の仮想戦記には作者の価値観や願望、主張がはっきりと顕れている。『真珠湾の暁』等では「20世紀はイデオロギーの世紀だったというが賛成できない」と断言し、異なる経済システム同士の戦いと規定している。作品にも影響が現れ、『地球連邦の興亡』では星間戦争終結後の急激な軍縮による不況が背景であり、『地球連邦の興亡』発表時、『ニュータイプ』誌に掲載されたインタビューでも、作品の設定を構想する際「経済的に理にかなったものであるか否かを最初に考える」と語っている。また、『レッドサン ブラッククロス外伝』や『遥かなる星』など1990年代に書かれた作品で、既に民族紛争やテロリズムへの言及が見られ、経済的な観点からの指摘を折り混ぜつつ説明されている。
小説以外の記事、エッセイ、対談などでは、より明確に右派的傾向が見て取れる。ゲームデザイナー時代は奔放な記述が多く、『ニイタカヤマノボレ』は「感情と欲望の命ずるまま」日本の勝てる太平洋戦争ゲームを作ったと述べ、帝国主義批判や日本批判を「どこぞのサヨク文化人センセイならそう決め付けそうだ。だけど根っからのウヨク（あっはっは）である私はそんなことは言わない」「帝国主義は今だって存在しているし（中略）そう悪い事だとは思わない。世の習いなのだ。」と書いている。ただ、北海道を舞台としたゲームの解説では「帝国陸軍の再来かフィリピン軍並のバカげた評価しか受けることのなかった自衛隊に、多少なりともリアルな能力評価を行う」ことを目的として作成した と述べており、そうした風潮に乗る「一部のゲーム・ファン」を批判しており、後年も（ステレオタイプとしての）ネット右翼的な考え方とは一線を画す面もある。
こうした傾向は小説家時代も継続し「歴史に対する視点は同じ」としている。『レッドサン ブラッククロス』徳間文庫版第1巻の解説で高梨俊一は、原案を出した際に「70年安保世代にしか思いつけない暗さですねえ」と揶揄されたと明かし、その後自身と佐藤の日本観に落差があることを認める記述をしている。佐藤はその後、同種の思想的傾向を持つ横山信義や大山格と共に『地の王、空の勇』を出版している。『レッドサン ブラッククロス 密書』では某大学で行われた講演で「核兵器は費用対効果が高い」「PKOはカネにならないなら行くべきじゃない」と発言したとされている。その後行われた高橋良輔や押井守との対談では彼らの軍事的センスを賞賛しつつ、リベラル的な傾向や学生運動時代を批判する一幕もあった。
公的な場であっても、人間を物のように扱う発言も躊躇しない傾向があり、押井との対談でも「若者は何も持っていないから兵隊として使い放題」（この主張は特に珍しいものでもなく、ドイツのゴルツが19世紀に『国民皆兵論』の中で同趣旨の主張をしており、日露戦争に兵卒として従軍した作家・大月隆杖が著書『兵車行』でそれを引きつつ批判したように、帝国主義戦争のごく初期からあった考え方だった）などと述べている。

### 佐藤の行なう批判
作品の冒頭でフィクションや娯楽作品としての演出を強調する一文が挟まれている。ゲームデザイナー時代には「ソヴィエト以外はどこかの弁護士会から苦情がくる国ばかりなので」という自主規制の条件を設け、ゲームの舞台設定に対ソ戦を選択した旨が記されている。小説時代になると保守系のマスメディアで見られる主張よりさらに踏み込んで「少数民族が割を食うのは当然」「日本人以外の全民族が絶滅しても構わない」といったファナティックなフレーズが随所に散りばめられ、大抵の作品では日本以外（日本国内なら沖縄のような反政府運動の激しい地域）で大量虐殺が発生するような歴史改変（後述）が行われているものが多い。
他に嫌っている人物としてはトム・クランシーが挙げられる。しかし、自国の賛美、軍事面でのリアリティ、作者の望むような政策が国により行なわれる設定と言った点では、自己の作品が「日本版トム・クランシー」と言える内容になっている。
もっとも、無能だと判断した人物はたとえ保守的であっても容赦なく批判の対象にしている。例えば、日本軍批判の際の姿勢は一般の軍事評論家とそう変わるものではなく厳しい。また、藤大輔名義では石原慎太郎を「二流の政治屋」と呼び、中曽根政権の対米追従型軍拡にも批判的で、作品内で抹殺したと取れる描写まである。

## 時事的な話題に対する反応
時事的な話題にも敏感に反応する傾向が見られる。上述の「湾岸戦争シミュレーション」もそうした一例だが、「婆沙羅という虚飾」については当時NHK総合テレビジョンで放送されていた大河ドラマ『太平記』ブームの鼻を明かしてやりたいという動機から執筆したことが明らかになっている。ただし、同書の中で佐藤は「婆娑羅」の語義を「金剛石=ダイヤモンド」のサンスクリット音写としての意味としてのみ用いており、『太平記』での「横紙破り、伝統への反逆」（戦国末から安土桃山時代の「傾奇者」の語義に近い）という意味では用いていない。
沖縄の扱いにもその影響を垣間見ることができる。『征途』では沖縄が史実よりまともな扱いになっており表現も極めて配慮されていた。しかし、その後着手した『遥かなる星』では第1巻刊行後沖縄米兵少女暴行事件が発生し、その後に出版した第2巻では1巻で全く触れていなかった（むしろ1巻だけを読むと「旧来の意味で言う日本」全体が無傷に取れる）沖縄に関して、「必要以上の反応兵器」で徹底的に焼き尽くし日本本土の盾にされたと記載し、反戦団体の不幸な顛末についても詳しく語られている。
その後もオウム真理教が破防法不適用になると『地球連邦の興亡』にてオウム事件を教訓と示唆しながら新興宗教の信者が皆殺しにされる、従軍慰安婦問題が盛り上がると『パシフィックストーム外伝』でそれまで触れたことの無かった慰安所について語られる、従軍慰安婦問題から歴史教科書問題に争点が拡大すると『皇国の守護者』にて当時の小林よしのりの主張に類似した「死に意味は無いからこそ価値がある」という一文が登場し、インターネットの普及で嫌韓サイトが爆発的に隆盛してくると、『平壌クーデター作戦』に複雑な経緯の北朝鮮の主人公を据え、理知的な朝鮮人が多数登場、それまでの日本中心のものとは一線を画すものとなり、朝鮮民族に対しても評価する表現が増えた。『皇国の守護者』では児童ポルノ規制に関連した批判が行なわれている。

## 晩年の動向
2006年6月に発売されたセガの『アドバンスド大戦略5』に『レッドサン ブラッククロス』キャンペーンの監修として参加した。
大の遅筆家であり、2017年3月時点で完結に至ったシリーズ作品は『征途』のみである。文庫版『征途』下巻の横山恵一（元中央公論社取締役・元コーエー常勤監査役）による解説では、佐藤の書き方は原稿を書き上げた後、大胆な書き換え、削除、挿入等、大量の推敲を行なうというものであり、『歴史群像』のインタビューでは最初に終わりを決めて書く旨も述べている。また、1990年代には既に「え、何のことです? 九月に出す本は九月に書くんです（笑）」などと述べていた。
漫画原作者としても活動しており、富士見書房『月刊ドラゴンエイジ』に連載されアニメ化もされた、『学園黙示録 HIGHSCHOOL OF THE DEAD』の原作を手掛けているが、こちらも大幅な遅筆により長期休載中だった。後に佐藤大輔自身が東日本大震災の惨状が作品と重なって震災ショックを引き起こしたことと、心臓疾患を患って入院していたために執筆が遅れていたことが判明する。月刊ドラゴンエイジ2013年4月号にて、翌5月号からの再開を目指して現在準備中であることが公表され、掲載されるも以後の掲載は再度中断する。また、2005年の『月刊北國アクタス』の取材で、未完シリーズの続きを執筆しているという趣旨の発言がなされている。2010年に「東京都青少年の健全な育成に関する条例」改正案への反対署名を行なったが、その肩書きは「小説家」だった。
2015年3月には、KADOKAWAから久々の新作となる『エルフと戦車と僕の毎日 I パンツァーエルフ誕生』を上下巻で刊行した。角川春樹事務所の編集・中津宗一郎のツイート によると、2017年中に「新刊が6冊でる」ほど精力的に執筆していたが、2017年3月26日に、虚血性心疾患で同年3月22日に死去したと報じられた。満52歳没。
なお、死去後の2017年4月にハヤカワ文庫JAから『帝国宇宙軍 1 －領宙侵犯－』が刊行された。また、同年5月にKADOKAWAから『エルフと戦車と僕の毎日 II 我が祖国の名は』上下巻が、中公文庫から「地球連邦の興亡」シリーズ外伝『宇宙軍陸戦隊 地球連邦の興亡』が刊行されている。
心臓の養生をしながら、熱心に新刊校正に取り組んでいたことに対して、密葬に参列した編集者からは「佐藤さん、慣れないことするから…」と惜しむ声が聞かれたという。
2017年12月、「佐藤大輔さんを偲ぶ会」が担当編集者の出版社（KADOKAWA、中央公論新社、徳間書店、早川書房）共催により新宿区の日本出版クラブで催された。
2022年8月22日には『信長伝』が中央公論新社より刊行された。

## 著作

### 小説
完結したシリーズは『征途』のみ。同作を除き、以下の作品はすべて未完のまま絶筆となった（1巻完結作品を除く）。遺作は2017年5月発行の『宇宙軍陸戦隊 地球連邦の興亡』。
- 逆転・太平洋戦史
  - 仮想・太平洋戦記 目標、砲戦距離四万!
- 逆転・太平洋戦史2
  - 仮想・太平洋戦記 戦艦大和夜襲命令
- 信長シリーズ（仮称）
  - 逆転・信長軍記
  - 覇王信長伝（1 - 3巻） ※1巻は上の改題改訂版
    - 信長征海伝（1 - 2巻） ※上の改題改訂版
      - 信長新記（1 - 3巻） ※上の改題版
- 征途（1 - 3巻、完結）
  - 征途（文庫版）（上中下巻、完結）
- レッドサン ブラッククロス
  - レッドサン ブラッククロス（1 - 7巻）
    - レッドサン ブラッククロス（新書版）（1 - 2巻）

  - レッドサン ブラッククロス 外伝（1 - 3巻）
    - レッドサン ブラッククロス 外伝（文庫版）（1 - 3巻）

  - レッドサン ブラッククロス 秘録
  - レッドサン ブラッククロス 密書 ※高梨俊一、カンタニャックの寄稿文がある。佐藤の依頼によりデザイナー時代の知り合い数名に外伝や設定がなされており、実質的には共著。
  - レッドサン ブラッククロス 死戦の太平洋（上下巻）
  - レッドサン ブラッククロス パナマ侵攻（1 - 2巻）
- 侵攻作戦パシフィック・ストーム（1 - 3巻、外伝1巻）
- 遙かなる星（1 - 3巻）
- 東京の優しい掟
- 虚栄の掟
- 地球連邦の興亡（1 - 4巻）
- 皇国の守護者（1 - 9巻） ※漫画版（作画：伊藤悠）あり。
- 鏖殺の凶鳥【おうさつのフッケバイン】―1945年ドイツ・国籍不明機撃墜事件
  - 凶鳥“フッケバイン”―ヒトラー最終指令 ※上記作品の改題文庫版。
- 黙示の島
- 平穣クーデター作戦 静かなる朝のために　※文庫化にあたり『平壌クーデター作戦』に改題
  - イラク戦争から数年後の北朝鮮が舞台。国を憂う朝鮮人民軍特殊部隊隊長が、中国と手を組んだ人民武力部長が起こした金正日打倒を目的とした軍事クーデターの混乱に乗じ、同志や協力者と共に更にクーデターを起こして金正日を排除しようとする物語。
- 晴れた日はイーグルに乗って（短編） ※アンソロジー『地の王、空の勇』『宇宙からの帰還』に収録。
- エルフと戦車と僕の毎日 I パンツァーエルフ誕生（上下巻）
- 帝国宇宙軍1 領宙侵犯（2017年4月）
- エルフと戦車と僕の毎日 II 我が祖国の名は（上下巻、2017年5月）
- 宇宙軍陸戦隊 地球連邦の興亡（2017年5月）

### エッセイ
- あの日にかえりたい（『シミュレイター』22号、単行本未収録）[49]
- パワーポリティックシミュレートシリーズ（『シミュレイター』30号より連載、単行本未収録の回あり、鈴木銀一郎、鹿内靖らとの共著）
- 寄稿（ワニ文庫『「信長死す」―本能寺殺人事件の黒幕』収録）1993年6月
- 連合艦隊の秘策を推理する（ワニ文庫『旭日の残光』収録）1993年8月
- ソロモン海戦の敗北、サーチライトの光芒（ワニ文庫『蒼空の残像』収録）1993年12月
- ナチスが目指す狂気の世界 - ゲッベルス架空インタビュー（ワニ文庫『魔獣の銃弾』収録）1994年4月
- 真のGF司令長官 - ゲーム的視点（ワニ文庫『回天の烈風』収録）1994年8月
- 七つの海の“覇王” - 織田水軍 vs 無敵艦隊（ワニ文庫『覇王への挑戦』収録）1994年10月
- 日本史・五つのターニング・ポイント（『奇想艦隊』1993年春号、単行本未収録）
- 蒼ざめたビッグガン!（『奇想艦隊』1993年夏号、単行本未収録）
- ゲームと環境（『奇想艦隊』1994年冬号、単行本未収録）
- セキュリタリアン1998年1月号（防衛弘済会）
- 主砲射撃準備よし!―仮想戦略論（トクマ・ノベルズ）
- 真珠湾の暁（徳間文庫、短編小説2本を収録）

### デザインノート、レビュー
- 空母戦ゲーム松竹梅（『シミュレイター』20号、単行本未収録）
  - 空母戦ゲームを編集部で品評した物。

### インタビュー
- SSクリエイターに聞く（『シミュレイター』19号、単行本未収録）
- （POPCOM）
- （架空戦記スペシャルガイド 光栄）1995年1月
- 特別インタビュー（『歴史群像』[夏-秋]号 No.31、学研）1997年8月
- なぜロケット小説を書くのか（『SFオンライン』7月号）1998年7月
- 酒場インタビュー（『コマンドマガジン日本版』第50号、国際通信社）2003年4月
- 北國アクタス1月号 （北国新聞社）2004年12月
- ぱふ2006年8月号 （雑草社）2006年6月
  - 伊藤悠と共にインタビューを受ける。

### 対談
- 緊急対談　監督・高橋良輔×戦略シミュレーション作家・佐藤大輔「日本人が失ったものを取り戻すために」（『アニメージュ』1999年3月号）
- 「押井守＋佐藤大輔」（文藝別冊 KAWADE 夢ムック『押井守』）2004年6月

### 漫画原作
- 東京兵団（『アニメージュ』連載、作画：小林源文）
- 日米決戦2025―そのとき、日本は決断した!（作画：小林源文、日本出版社）1992年12月
- 戦火の掟（作画：居村真二、世界文化社）2004年6月
- 戦場の絆（作画：居村真二、世界文化社）2004年7月
- 戦場ドラマコミックシリーズ JAPAN WAR 1945 新大東亜戦記（作画：萩原玲二、角川書店）2005年9月
- 皇国の守護者（作画：伊藤悠、集英社、全5巻）
  - 「ウルトラジャンプ」2004年7月号 - 2007年10月号連載（原作1 - 2巻部分）。諸事情により連載終了。
- 学園黙示録 HIGHSCHOOL OF THE DEAD[50]（作画：佐藤ショウジ、富士見書房、1 - 7巻）
  - 「月刊ドラゴンエイジ」2006年9月号より連載中だったが、大幅な遅筆・東日本大震災による震災ショック・心臓疾患等によって掲載・休載を繰り返し、作者死去により絶筆となった。

### ゲームブック
- 天空の城ラピュタ 天界の迷宮（アニメージュ文庫）
  - アニメをゲームブック化した作品であるが、敵との戦いが敵味方ともに体力がゼロになる前に士気が減少することによる逃亡で決着がつく、パズーは軍人に対して正面から戦うとほぼ確実に捕まってしまうなど、原作テイストよりも作家性が非常に強い作品になっている。

### ゲームデザイン
（一部のみ関わった物を含む。注釈ない限りはテーブルゲーム）
- レッドサン ブラッククロス（アド・テクノス）
- リターン・トゥ・ヨーロッパ（アド・テクノス）
- 北海道共和国（アド・テクノス）
  - 仮想時間軸の箱館戦争を扱ったゲーム。榎本武揚らがハワイに亡命し、カメハメハ5世の重臣になる、という『ニイタカヤマノボレ』へ続く共通の仮想歴史を設定している。
- エスコート・フリート（アド・テクノス）
- ニイタカヤマノボレ（アド・テクノス）
  - 仮想時間軸の太平洋戦争を扱ったビッグ・ゲーム。日本と同盟国であるハワイ王国真珠湾に駐留する日本海軍駐布艦隊（旗艦カメハメハ（金剛））及び、航空隊にアメリカ太平洋艦隊が奇襲攻撃をすることから太平洋戦争が開始される。
- 幻の八八艦隊（アド・テクノス）
  - システムデザイン担当。発売時プレイ解説記事「“幻の八八艦隊”は海戦の美学だ 美学を知らぬものに生きる資格はない!!」を『TACTICS』にて執筆。「ゲームでよくありがちな最後の1隻になっても戦う」を選択できないようにするためゲーム終了チェックの過程を設け、「フネを大事に活用しない指揮官が必ず負けるようにすること」を目標としていた。
- SDF-01 第七機甲師団（アド・テクノス）
  - ソビエト軍が道北に上陸し、札幌方面へ南下する作戦を主に描くシリーズ第１作。
- SDF-02 北部方面隊（アド・テクノス）
  - ソビエト軍が道央に直接上陸する作戦を描く。また、第１作と連結して、道北、道央の同時上陸作戦も試すことができる。
- SDF-03 第五師団（アド・テクノス）
  - 道東方面を舞台にした第３作。本作まで連結することにより、北海道全土における侵攻作戦の様相をパノラミックに見ることができる。
- トーキョーモンスターバスターズ（翔企画）
  - 本作のみ、テーブルトークロールプレイングゲーム
- 北海道侵攻（SSシリーズ・翔企画）
- ベトナム戦争（SSシリーズ・翔企画）
- PANZER BLADE パンツァーブレード 白い谷の攻防（ツクダホビー）
  - アニメ作品『機甲界ガリアン』をテーマとしたボードゲーム。

### ゲーム監修
- 北海道戦争（コマンド・マガジン第50号・国際通信社）
  - 『征途』2巻の北海道戦争を取扱った物。
- アドバンスド大戦略5
- デストロイ オール ヒューマンズ!

## 出演（佐藤大輔がモデル）
- RAID ON TOKYO（小林源文、日本出版社）1991年6月
- ハッピータイガー（小林源文、大日本絵画）1993年9月
- オメガ7シリーズ
  - オメガ7 - 自衛隊特殊コマンド部隊（創生編）（小林源文、日本出版社）1994年6月
  - OMEGA7 Vol.2（小林源文、ソフトバンククリエイティブ）2006年5月
  - OMEGA7 Vol.3（小林源文、ソフトバンククリエイティブ）2007年7月
  - オメガJ（小林源文、集英社）1997年9月
- アッカラケ - 宇都宮攻防戦（大山格、徳間書店『地の王、空の勇』）1994年7月
  - 「左藤太 以輔」として登場。本作のみ小説。
- 東亜総統特務隊（小林源文、日本出版社）1995年6月
- 第2次朝鮮戦争―ユギオII（小林源文、日本出版社）1996年8月
- 「ボケッ!」（同人誌、表紙が小林源文画）2000年頃
- Cat Shit One
  - Vol.2（小林源文、ソフトバンククリエイティブ）2000年
  - Vol.3（小林源文、ソフトバンククリエイティブ）2002年

## 用語
- 小説中で「アメリカ合衆国」を省略表記する場合、基本的に「アメリカ」、「米国」ではなく、「合衆国」と表記する。同様に「アメリカ軍」を表記する場合も、「アメリカ軍」、「米軍」ではなく、「合衆国軍」（個別の軍を表記する場合は、「合衆国○軍」）と表記する[注 6]。
- 佐藤の仮想歴史小説世界では「反応兵器」「反応動力」（それぞれ核兵器、原子力）など、現実にはあまり用いられない用語が用いられることがある[注 7]。反応兵器は1960年代に核兵器を指す語として使われることがあったが（『平凡社世界大百科事典』など）、あまり一般化しなかった。
- 佐藤が『征途』に登場させたFV2ヴァルキリー等の由来である、アニメ『超時空要塞マクロス』劇中では、異星人のオーバー・テクノロジーを導入して開発した、「反応兵器（反応弾）」が登場する。『征途』ではこの他にも「ダイダロス」や「プロメテウス」という名を冠した宇宙往還機開発計画が登場するなど名称の引用が見られる。